# Corbera de Llobregat
Corbera de Llobregat est une commune de la province de Barcelone, en Catalogne, en Espagne, de la comarque de Baix Llobregat

## Géographie
Commune située dans l'Àrea Metropolitana de Barcelona

## Personnalités
- Silvie & Chérif Defraoui, artistes, vivent et travaillent à Corbera de Llobregat depuis les années 1960.